# Chiesa ortodossa rumena

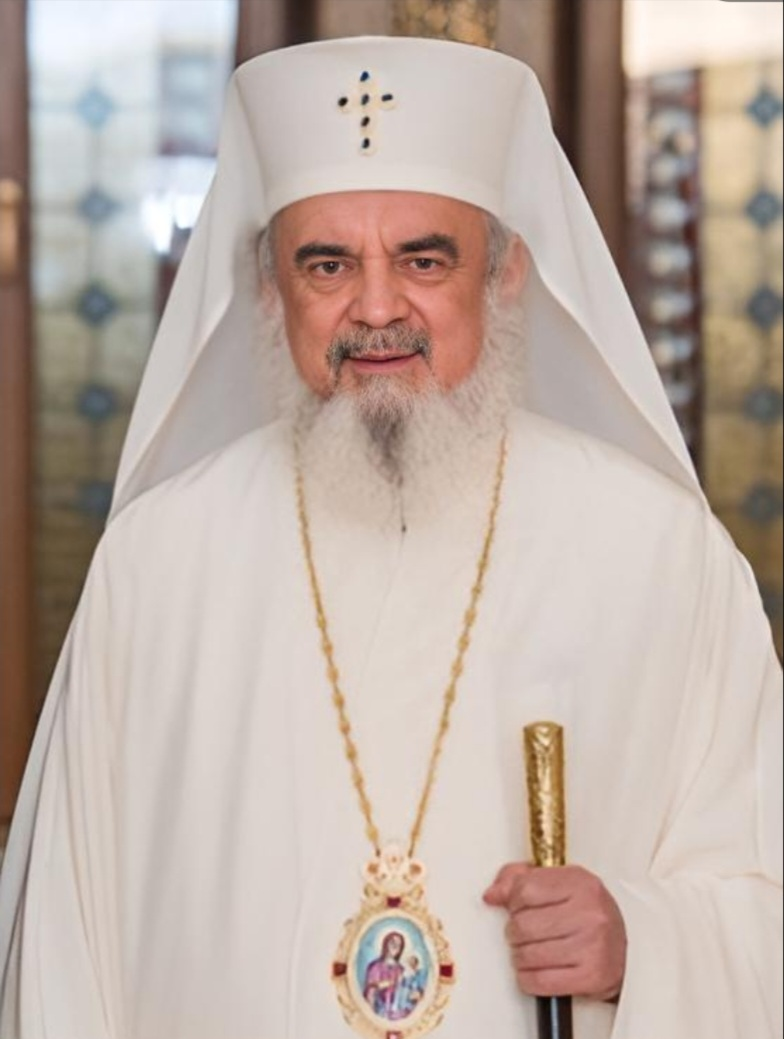
Patriarca romeno Daniel

La Chiesa Ortodossa Romena (Biserica Ortodoxă Română in romeno) è una chiesa ortodossa autocefala.
Ne fanno parte la maggior parte dei romeni (18.817.975, o l'86,45% della popolazione, secondo il censimento del 2002).
I fedeli sono più di 20 milioni (18.817.975 in Romania, 720.000  nella Moldavia ).
Tra tutte le chiese ortodosse quella romena è seconda solo alla Chiesa ortodossa russa per numero di fedeli.
Dal 12 settembre 2007 il Patriarca della chiesa ortodossa romena è Daniele che succede in questa funzione a Teoctist, morto il 30 luglio 2007, dopo 20 anni di patriarcato. Daniel è il sesto patriarca ortodosso romeno.
I fedeli della chiesa ortodossa romena si riferiscono al proprio credo con il nome Dreaptă credință ("corretto credo"; simile al greco Ὀρθός δόξος, "corretto credo"). I fedeli ortodossi sono anche detti dreptcredincioși o dreptmăritori creștini.

## Storia

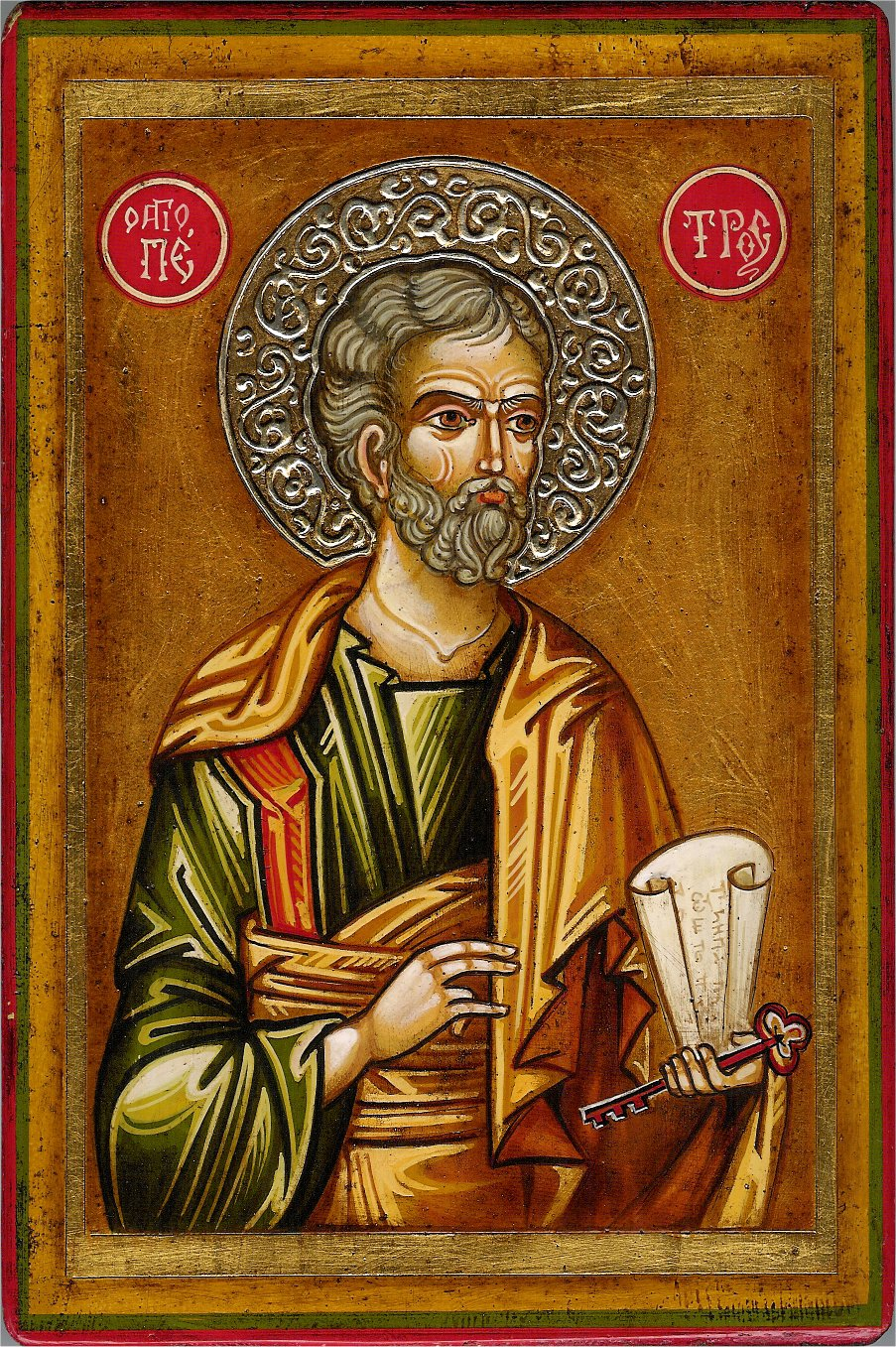
Icona Romena di San Pietro

Nel 1859, i principati romeni di Moldavia e Valacchia si unirono per formare l'odierna Romania. La gerarchia ecclesiastica ortodossa seguì i due stati nel loro processo di fusione. Di conseguenza poco dopo, nel 1872, le chiese ortodosse dei due principati (la Metropolia di Ungrovlahia e la Metropolia di Moldavia) decisero di unirsi per formare la Chiesa ortodossa romena. In questo processo si separarono canonicamente dalla giurisdizione del Patriarcato di Costantinopoli e la Chiesa ortodossa romena si dichiarò autocefala. Nello stesso anno fu costituito un sinodo separato.
Il Patriarcato di Costantinopoli riconobbe l'autocefalia della Chiesa ortodossa romena solo nel 1885. Prima organizzata in Metropolie, la Chiesa divenne un Patriarcato nel 1925, con l'espansione conseguente alla creazione della Grande Romania.

### Il regime comunista
Il governo comunista, con la Legge dei culti del 1948 introdusse uno stretto controllo statale sulla Chiesa. I monasteri furono trasformati in laboratori artigianali ed i monaci furono incoraggiati a dedicarsi a lavori laici.
I vertici della gerarchia ecclesiastica mantennero buone relazioni con il regime comunista, ma furono molti i membri del clero a dissentire: fino al 1963 oltre 2.500 tra sacerdoti e monaci furono arrestati ed ulteriori 2.000 monaci furono obbligati ad abbandonare la vita monastica.
Oltre ai dissidenti che venivano condannati a detenzioni piuttosto lunghe, vi furono anche molti preti che collaborarono e fecero gli informatori per la Securitate, la polizia segreta. Nel 2001, la Chiesa tentò invano di modificare la legge che rendeva di pubblico dominio gli archivi della Securitate, per impedire il pubblico accesso ai dati sugli ecclesiastici che collaborarono con il regime.
Fu solo dopo la rivoluzione romena del 1989, e l'avvento della democrazia nel paese che la Chiesa fu svincolata dal controllo statale, sebbene lo stato continui a finanziare il clero attraverso la corresponsione degli stipendi.

### La Chiesa in Moldavia
La popolazione moldava che abita nella Repubblica di Moldavia appartiene alla Metropolia della Moldavia, che appartiene al Patriarcato Russo. Nel 2002 la metropolia di Bessarabia facente parte del patriarcato romeno vinse una battaglia legale contro il governo comunista della Moldavia per la legalizzazione della chiesa romena sul suo territorio .

### Relazioni con la Chiesa Greco-Cattolica
Nel 1948 la Chiesa greco-cattolica romena fu proscritta e tutti i suoi beni, incluse le Chiese, furono consegnate alla Chiesa ortodossa. Dopo la fine dell'era comunista, i greco-cattolici hanno chiesto la restituzione delle loro chiese, ma finora solamente 16 delle 2600 chiese reclamate sono state riconsegnate ai cattolici. Ci sono indicazioni che molte antiche chiese greco-cattoliche furono demolite durante l'amministrazione della Chiesa ortodossa.

## Caratteristiche peculiari

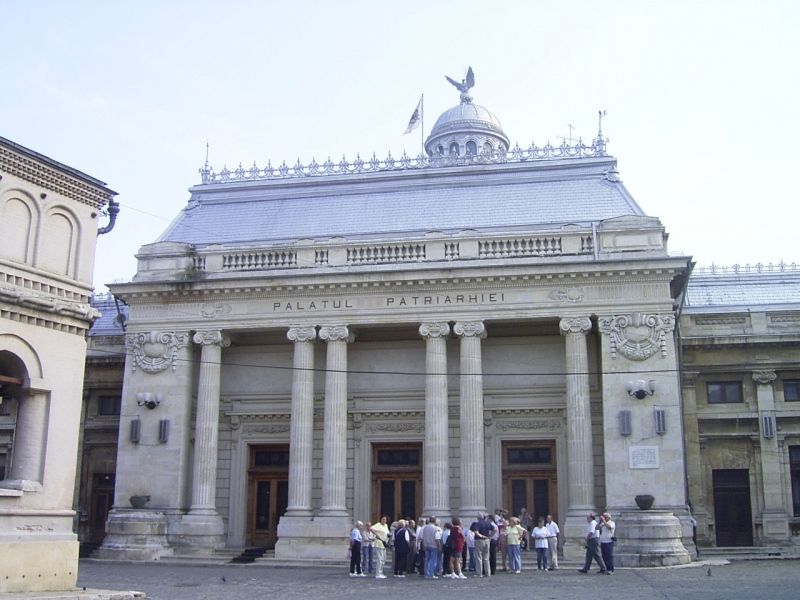
Il Palazzo dell'Assemblea dei Deputati (Adunarea Deputaților)

La Chiesa Ortodossa romena è la sola Chiesa ortodossa che usa una lingua romanza nella liturgia divina.
I registri religiosi bizantini fanno menzione anche di una originale forma di diocesi nella regione - chiamata corepiscopato o episcopato di campagna - come contraltare dei centri religiosi più noti delle grandi città. Questo può essere paragonato ai "vescovi monastici" dell'Irlanda, i quali univano le funzioni di abate a quelle di vescovo distrettuale per una regione che non aveva ancora un episcopato.
Anche la stessa parola chiesa in romeno, Biserică, è unica in Europa. Proviene dal latino basilica (a sua volta presa in prestito dal greco βασιλική - che significa "comunicazioni ricevute dal re" e "il luogo dove l'Imperatore amministrò la giustizia"), piuttosto che da ecclesia (dal greco εκκλησία, "convocazione").

## Stato canonico
La Chiesa Ortodossa romena è organizzata in decanati. L'autorità gerarchicamente più importante dal punto di visto canonico e dogmatico è il Sacro Sinodo.

## Organizzazione
In Romania esistono sei diocesi metropolitane e sedici arcidiocesi, e più di dodicimila sacerdoti e diaconi, che servono nelle parrocchie, nei monasteri e nei centri sociali. All'interno del paese si trovano almeno 400 monasteri per un totale di 3500 monaci e 5000 suore. Tre Metropolie della Diaspora in Europa e due Arcidiocesi della diaspora (l'arcieparchia delle Americhe e l'eparchia di Australia e Nuova Zelanda) hanno funzioni al di fuori dei confini romeni.
Al 2004, in Romania, si trovavano quindici università teologiche nelle quali studiavano per conseguire il dottorato più di 10000 studenti (alcuni dei quali dalla Bessarabia, dalla Bucovina e dalla Serbia usufruendo di qualche borsa di studio romena). Esistono in Romania più di 14500 chiese per i credenti ortodossi romeni. Nel 2002 quasi 1000 di questi erano in procinto di essere costruiti o restaurati.

### Metropolie della chiesa ortodossa romena in Romania
- Metropolia di Muntenia e Dobrugia
  - Arcieparchia di Bucarest
  - Arcieparchia di Tomis
  - Arcieparchia di Târgoviște

Organizzazione della chiesa ortodossa romena

  - Arcieparchia di Argeș e Muscelului
  - Arcieparchia del Basso Danubio
  - Arcieparchia di Buzău e Vrancea
  - Eparchia di Slobozia e Călărași
  - Eparchia di Alexandria e Teleorman
  - Eparchia di Giurgiu
  - Eparchia di Tulcea
- Metropolia del Banato
  - Arcieparchia di Timişoara
  - Arcieparchia di Arad
  - Eparchia di Caransebeș
- Metropolia di Transilvania
  - Arcieparchia di Sibiu
  - Arcieparchia di Alba Iulia
  - Eparchia di Oradea
  - Eparchia di Covasna e Harghita
  - Eparchia di Deva e Hunedoara
- Metropolia di Cluj, Maramures e Sălaj
  - Arcieparchia di Vad, Feleac e Cluj
  - Eparchia di Maramures e Satu Mare
  - Eparchia di Sǎlaj
- Metropolia di Oltenia
  - Arcieparchia di Craiova
  - Arcieparchia di Râmnicu
  - Eparchia di Severin e Strehaia
  - Eparchia di Slatina e Romanaţilor
- Metropolia di Moldavia e Bucovina
  - Arcieparchia di Iaşi
  - Arcieparchia di Suceava e Rădăuți
  - Arcieparchia di Roman e Bacău
  - Eparchia di Huși

### Metropolie della diaspora
- Metropolia ortodossa rumena di Germania, Europa centrale e settentrionale
  - Arcieparchia ortodossa rumena di Germania, Austria e Lussemburgo
  - Eparchia ortodossa rumena dell'Europa del Nord
- Metropolia ortodossa rumena d'Europa occidentale e meridionale
  - Arcieparchia dell'Europa occidentale
  - Eparchia ortodossa rumena d'Italia
  - Eparchia ortodossa rumena di Spagna e Portogallo
- Metropolia di Bessarabia
  - Arcieparchia di Chișinău
  - Eparchia di Balti
  - Eparchia della Bessarabia del Sud
  - Eparchia di Dubăsari e Transnistria
- Metropolia ortodossa rumena delle due Americhe
  - Arcidiocesi ortodossa rumena degli Stati Uniti d'America
  - Diocesi ortodossa rumena del Canada

### Direttamente dipendenti dal Patriarcato
- Diocesi ortodossa rumena "Dacia Felix" (Serbia)
- Eparchia ortodossa rumena d'Ungheria[4]
- Diocesi ortodossa rumena di Australia e Nuova Zelanda
- Vicariato ortodosso ucraino di Romania

## Relazioni con le altre chiese ortodosse
La maggior parte delle chiese cristiane ortodosse autocefale, compresa quella romena, mantengono un legame fondato sul rispetto del Patriarca di Costantinopoli.

## Teologi famosi
- Padre Dumitru Stăniloae (1903 - 1993) è stato uno dei massimi teologi del XX secolo.[5] Oltre alla sua duhovnicesc («profondissima opera spirituale»), l'altra sua grande opera è la raccolta comprensiva di 45 anni conosciuta come Filocalia romena.
- Padre Arsenie Boca (1910 - 1989), monaco, teologo ed artista.
- Padre Archimandrita Cleopa Ilie (1912 - 1998), anziano del Monastero Sihastria, è considerato come uno dei più rappresentativi padri spirituali della Chiesa Ortodossa romena monastica contemporanea.

## Elenco dei patriarchi
- Miron (1925-1939)
- Nicodim (1939-1948)
- Justinian (1948-1977)
- Iustin (1977-1986)
- Teoctist (1986 - 2007)
- Daniele (2007 - attualmente in carica)

## Alcuni degli attuali pastori
La massima carica è correntemente occupata da Prea Fericitul (Sua Beatitudine) il Patriarca Daniel Ciobotea, in seguito alla morte di Teoctist.
- Înalt Prea Sfinţitul (Sua Eminenza) † Petru, Metropolita di Bessarabia
- Înalt Prea Sfinţitul (Sua Eminenza) † Laurentiu Streza, Metropolita di Transilvania, Locum Tenens (vescovo vicario) di Vârşeţ, Serbia
- Înalt Prea Sfinţitul (Sua Eminenza) † Bartolomeu Anania, Metropolita di Cluj, Alba, Crişana e Maramureş
- Înalt Prea Sfinţitul (Sua Eminenza) † Iosif, Arcivescovo di Parigi e Metropolita di Francia, Europa Occidentale e Meridionale
- Înalt Prea Sfinţitul (Sua Eminenza) † Serafim, Metropolita di Germania ed Europa Centrale
- Înalt Prea Sfinţitul (Sua Eminenza) † Monsignor Nicolae, reverendissimo Arcivescovo di Stati Uniti e Canada
- Înalt Prea Sfinţitul (Sua Eminenza) † Monsignor Siluan, reverendissimo Vescovo d'Italia